# دومينغو بينتو سانتا كروز
دومينغو بينتو سانتا كروز (بالإسبانية: Aníbal Pinto Santa Cruz)‏ هو اقتصادي تشيلي، ولد في 1919 في سانتياغو في تشيلي، وتوفي في 3 يناير 1996.